# Saint-Paul-de-Varces
Saint-Paul-de-Varces és un municipi francès situat al departament de la Isèra i a la regió d'Alvèrnia-Roine-Alps. L'any 2007 tenia 2.008 habitants.

## Demografia

### Població
El 2007 la població de fet de Saint-Paul-de-Varces era de 2.008 persones. Hi havia 641 famílies de les quals 80 eren unipersonals (24 homes vivint sols i 56 dones vivint soles), 186 parelles sense fills, 359 parelles amb fills i 16 famílies monoparentals amb fills.
La població ha evolucionat segons el següent gràfic:
Habitants censats

### Habitatges
El 2007 hi havia 723 habitatges, 668 eren l'habitatge principal de la família, 18 eren segones residències i 36 estaven desocupats. 699 eren cases i 20 eren apartaments. Dels 668 habitatges principals, 594 estaven ocupats pels seus propietaris, 60 estaven llogats i ocupats pels llogaters i 14 estaven cedits a títol gratuït; 4 tenien una cambra, 12 en tenien dues, 37 en tenien tres, 140 en tenien quatre i 474 en tenien cinc o més. 597 habitatges disposaven pel capbaix d'una plaça de pàrquing. A 150 habitatges hi havia un automòbil i a 491 n'hi havia dos o més.

### Piràmide de població
La piràmide de població per edats i sexe el 2009 era:
| Homes | Edats   | Dones |
| ----- | ------- | ----- |
| 0     | 95 o +  | 0     |
| 0     | 90 a 94 | 0     |
| 4     | 85 a 89 | 0     |
| 0     | 80 a 84 | 8     |
| 20    | 75 a 79 | 28    |
| 28    | 70 a 74 | 12    |
| 20    | 65 a 69 | 24    |
| 44    | 60 a 64 | 28    |
| 40    | 55 a 59 | 68    |
| 88    | 50 a 54 | 56    |
| 80    | 45 a 49 | 76    |
| 88    | 40 a 44 | 100   |
| 92    | 35 a 39 | 76    |
| 60    | 30 a 34 | 64    |
| 24    | 25 a 29 | 40    |
| 41    | 20 a 24 | 28    |
| 108   | 15 a 19 | 52    |
| 92    | 10 a 14 | 60    |
| 88    | 5 a 9   | 84    |
| 56    | 0 a 4   | 36    |

## Economia
El 2007 la població en edat de treballar era de 1.367 persones, 1.011 eren actives i 356 eren inactives. De les 1.011 persones actives 951 estaven ocupades (517 homes i 434 dones) i 60 estaven aturades (24 homes i 36 dones). De les 356 persones inactives 100 estaven jubilades, 182 estaven estudiant i 74 estaven classificades com a «altres inactius».

### Ingressos
El 2009 a Saint-Paul-de-Varces hi havia 717 unitats fiscals que integraven 2.123,5 persones, la mediana anual d'ingressos fiscals per persona era de 24.634 €.

### Activitats econòmiques
Dels 45 establiments que hi havia el 2007, 1 era d'una empresa extractiva, 1 d'una empresa alimentària, 1 d'una empresa de fabricació de material elèctric, 3 d'empreses de fabricació d'altres productes industrials, 14 d'empreses de construcció, 2 d'empreses de comerç i reparació d'automòbils, 3 d'empreses de transport, 4 d'empreses d'hostatgeria i restauració, 1 d'una empresa d'informació i comunicació, 3 d'empreses financeres, 1 d'una empresa immobiliària, 7 d'empreses de serveis i 4 d'entitats de l'administració pública.
Dels 17 establiments de servei als particulars que hi havia el 2009, 1 era un paleta, 5 fusteries, 4 lampisteries, 3 electricistes i 4 restaurants.
Dels 2 establiments comercials que hi havia el 2009, 1 era una botiga de roba i 1 una botiga de material esportiu.
L'any 2000 a Saint-Paul-de-Varces hi havia 14 explotacions agrícoles.

## Equipaments sanitaris i escolars
El 2009 hi havia una escola elemental.

## Poblacions més properes
El següent diagrama mostra les poblacions més properes.